# Broadcast flag
Il broadcast flag è un insieme di bit di stato (o flags) nel flusso dati di un programma televisivo digitale che indica se il flusso possa o meno essere registrato, o se ci sia una qualche restrizione al contenuto una volta registrato.
Le possibili limitazioni includono l'impossibilità di salvare un programma in forma digitale su di un hard disk o altri supporti di memorizzazione, l'impossibilità di fare altre copie dei contenuti registrati (per permettere la condivisione o per archiviare il programma), la riduzione forzata della qualità della registrazione (come ad esempio il ridurre da video ad alta definizione HDTV alla risoluzione televisiva standard) e l'incapacità di saltare le interruzioni commerciali.
Negli Stati Uniti i nuovi ricevitori televisivi che usando lo standard ATSC dovrebbero incorporare queste funzionalità, ma una corte federale ha annullato la direttiva della FCC (commissione federale sulle comunicazioni) in merito. 
L'intento dichiarato del broadcast flag era di prevenire la violazione del copyright ma nelle opinioni dei più questo broadcast flag interferirebbe sui diritti d'uso della pubblica visione.